# Yakovlev Yak-52
O Yakovlev Yak-52 é um avião monomotor a pistão soviético de treinamento primário, sendo um descendente direto do  Yak-50, um avião acrobático biposto. Tendo realizado seu primeiro voo em 1976, ainda continua sendo fabricado pela Aerostar, na Romênia.
O Yak-52 é um avião construído totalmente em metal e é motorizado pelo Vedeneyev M14P, um motor radial com 9 cilindros, ligado a uma hélice bipá de passo variável. A aeronave é equipada com sistemas de combustível e lubrificação invertidos, o que permite que o Yak-52 possa realizar voo invertido por até 2 minutos.
Visando uma operação com o mínimo de manutenção, o Yak-52 é largamente equipado com sistemas pneumáticos. A partida do motor, flapes e freios são todos acionados por sistemas pneumáticos. Seu trem de pouso é do tipo triciclo retrátil permanecendo parcialmente exposto mesmo retraído.
Atualmente existem diversas modificações para o Yak-52, as mais comuns são a substituição dos aviônicos soviéticos, instalação de uma hélice tripá e a conversão do trem de pouso triciclo para um trem de pouso do tipo convencional, como no caso do Yak-52TD. Existe também uma versão denominada Yak-52TW que possui outras modificações, além do trem de pouso convencional, possui também um tanque extra de combustível de 120 litros, um motor M14PF de 400hp de potência e partida elétrica.

## Operadores militares
Armênia
 Geórgia
 Hungria
 Lituânia
 Roménia
 Rússia
 União Soviética
 Vietname
|  |